# Ric e Gian alla conquista del West
Ric e Gian alla conquista del West è un film italiano del 1967 diretto da Osvaldo Civirani e avente come protagonisti il duo Ric e Gian.

## Trama
Nel corso della Guerra di Secessione il comando nordista decide di acquistare un gran numero di cavalli, indispensabili per l'esercito. Per mettere al sicuro l'enorme quantitativo di denaro occorrente, si decide di costruire due ruote d'oro e di sostituirle a quelle della carovana del capitano Stuart incaricato dell'acquisto dei cavalli. Per sua sfortuna la diligenza è guidata da Ric e Gian.